# (37902) 1998 FH67
1998 FH67 (asteroide 37902) é um asteroide da cintura principal. Possui uma excentricidade de 0.06209300 e uma inclinação de 7.76880º.
Este asteroide foi descoberto no dia 20 de março de 1998 por LINEAR em Socorro.